# Hastings (Nebraska)
Hastings é uma cidade localizada no estado americano de Nebraska, no Condado de Adams.

## Demografia
Segundo o censo americano de 2000, a sua população era de 24.064 habitantes.
Em 2006, foi estimada uma população de 25.144, um aumento de 1080 (4.5%).

## Geografia
De acordo com o United States Census Bureau, a localidade tem uma área de 25,8 km², dos quais 25,5 km² cobertos por terra e 0,3 km² cobertos por água.

## Localidades na vizinhança
O diagrama seguinte representa as localidades num raio de 20 km ao redor de Hastings.